# Iván Fresneda
Iván Fresneda Corraliza (Madrid, 28 settembre 2004) è un calciatore spagnolo, difensore dello Sporting Lisbona.

## Caratteristiche tecniche
Alto 182 cm, Fresneda nasce come terzino destro. Abile nei contrasti e dotato di un ottimo possesso palla, sa sfruttare a pieno la sua fisicità soprattutto nell’1vs1 e ha stupito tutti per la maturità con cui esprime il suo gioco, che ha permesso di tenere testa a molti giocatori esperti nel suo primo anno da professionista in Liga.

## Carriera

### Club
Cresciuto nei settori giovanili di Real Madrid, Leganés e Real Valladolid, ha esordito con la prima squadra del Pucela il 5 gennaio 2022, nella partita di Coppa del Re persa per 0-3 contro il Betis, diventando così il secondo debuttante più giovane della storia del club. Il 2 agosto seguente firma il primo contratto professionistico con i bianco-viola, di durata triennale.
Il 30 agosto 2023 viene acquistato dallo Sporting Lisbona.

### Nazionale
Ha giocato nelle nazionali giovanili spagnole Under-18 ed Under-19.

## Statistiche

### Presenze e reti nei club
Statistiche aggiornate al 17 maggio 2025.
| Stagione               | Squadra                | Campionato             | Campionato | Campionato | Coppe nazionali | Coppe nazionali | Coppe nazionali | Coppe continentali | Coppe continentali | Coppe continentali | Altre coppe | Altre coppe | Altre coppe | Totale | Totale |
| Stagione               | Squadra                | Comp                   | Pres       | Reti       | Comp            | Pres            | Reti            | Comp               | Pres               | Reti               | Comp        | Pres        | Reti        | Pres   | Reti   |
| ---------------------- | ---------------------- | ---------------------- | ---------- | ---------- | --------------- | --------------- | --------------- | ------------------ | ------------------ | ------------------ | ----------- | ----------- | ----------- | ------ | ------ |
| 2021-2022              | Real Valladolid B      | PDR                    | 8          | 0          | -               | -               | -               | -                  | -                  | -                  | -           | -           | -           | 8      | 0      |
| 2021-2022              | Real Valladolid        | SD                     | 1          | 0          | CR              | 1               | 0               | -                  | -                  | -                  | -           | -           | -           | 2      | 0      |
| 2022-2023              | Real Valladolid        | PD                     | 22         | 0          | CR              | 2               | 0               | -                  | -                  | -                  | -           | -           | -           | 13     | 0      |
| Totale Real Valladolid | Totale Real Valladolid | Totale Real Valladolid | 23         | 0          |                 | 3               | 0               |                    | -                  | -                  |             | -           | -           | 26     | 0      |
| 2023-2024              | Sporting Lisbona       | PL                     | 5          | 0          | CP+CdL          | 1+0             | 0               | UEL                | 4                  | 0                  | -           | -           | -           | 10     | 0      |
| 2024-2025              | Sporting Lisbona       | PL                     | 18         | 3          | CP+CdL          | 6+3             | 0               | UCL                | 3                  | 0                  | SP          | 1           | 0           | 31     | 3      |
| Totale Sporting        | Totale Sporting        | Totale Sporting        | 23         | 3          |                 | 10              | 0               |                    | 7                  | 0                  |             | 1           | 0           | 41     | 3      |
| Totale carriera        | Totale carriera        | Totale carriera        | 51         | 3          |                 | 13              | 0               |                    | 7                  | 0                  |             | 1           | 0           | 76     | 3      |

## Palmarès

### Club

#### Competizioni nazionali
- Campionato portoghese: 2

Sporting Lisbona: 2023-2024, 2024-2025
- Coppa del Portogallo: 1

Sporting Lisbona: 2024-2025